# Jan Piepka
Jan Piepka (znany także pod pseudonimem Staszków Jan, ur. 8 lutego 1926 w Łebnie, zm. 8 marca 2001 tamże) – poeta, dramatopisarz i prozaik kaszubski, działacz kulturalno-oświatowy. Jego twórczość powstawała zarówno w języku kaszubskim (przede wszystkim opisy krajobrazów ziemi rodzinnej), jak i polskim (przeszłość Kaszubów, zwłaszcza podczas II wojny światowej).

## Życiorys
Zamieszkał z rodziną w Starzynie, gdzie zastała go II wojna światowa. Pod koniec działań wojennych został powołany do Wehrmachtu. W 1945 powrócił do rodzinnych stron. Jan Piepka debiutował w 1952 roku w Dzienniku Bałtyckim, a ściślej – w dodatku do niego, zatytułowanym „Rejsy”. Debiut książkowy Piepki nastał trzy lata później – w 1955 wydano jego tomik wierszy i zbiór opowiadań zatytułowany "Naszé stronë", wydany wspólnie z Leonem Ropplem. Za swą działalność Piepka został w 1968 roku odznaczony Medalem Stolema. Zmarł 8 marca 2001 roku, został pochowany 15 marca na cmentarzu w rodzinnej miejscowości, zgodnie ze swą wolą.
Radny Wojewódzkiej Rady Narodowej w Gdańsku (1960–1966), członek Ogólnopolskiego Komitetu Frontu Jedności Narodu (1968–1983), członek Narodowej Rady Kultury.
Odznaczony Złotym Krzyżem Zasługi, Odznaką „Zasłużony Działacz Kultury”, Złotą Odznaką „Zasłużony Pracownik Morza” oraz Odznaką "Zasłużony Ziemi Gdańskiej". W 1984 otrzymał Nagrodę indywidualną RSW „Prasa-Książka-Ruch”.

## Pokłosie
24 września 2019 Rada Miasta Wejherowa nazwała rondo u zbiegu ulic 12 Marca i Władysława Sikorskiego w Wejherowie imieniem Piepki. 

## Twórczość
- 1955 – Naszé stronë: wybór wierszy i opowiadań kaszubskich
- 1956 – Purtkowe stegny: opowiadania
- 1957 – Hanesk
- 1961 – Sto jedna chwilka
- 1968 – Choróbsko: komedia, Dzierzby w głogach
- 1970 – Cisza
- 1967 – Szumiące wrzosy
- 1974 – Wieża z domem
- 1976 – Komu przypisano miłość...
- 1978 – Torbus i reszta zgrai
- 1980 – Czułość słowa
- 1983 – Kamiszczi, Moja kotka, mój kot
- 1984 – Cień słońca